# Диас, Иван Жозе
Иван Жозе́ Макашиба Диас (порт.-браз. Ivan José Macachyba Dias; 8 апреля 1919, Белу-Оризонти — неизвестно) — бразильский футболист, защитник и полузащитник.

## Карьера
Иван начал карьеру в клубе «Сан-Кристован». В 1940 году он перешёл в стан «Ботафого», где выступал 7 лет. 1 сентября Иван дебютировал в составе команды в матче с «Фламенго» (2:3). Последний матча за клуб футболист провёл 28 декабря 1947 года с «Америкой», где его команда проиграла со счётом 0:1. Любопытно, что на следующий год Иван стал игроком «Америки», где играл до 1956 года.
5 января 1946 года Иван дебютировал в составе сборной Бразилии в матче с Уругваем на Кубок Рио-Бранко, в котором его команда проиграла 3:4. В том же году он поехал с национальной командой на чемпионат Южной Америки. Там футболист провёл 3 матча, а его команда заняла второе место.

## Международная статистика
| Матчи Ивана за сборную Бразилии | Матчи Ивана за сборную Бразилии | Матчи Ивана за сборную Бразилии | Матчи Ивана за сборную Бразилии | Матчи Ивана за сборную Бразилии | Матчи Ивана за сборную Бразилии | Матчи Ивана за сборную Бразилии |
| ------------------------------- | ------------------------------- | ------------------------------- | ------------------------------- | ------------------------------- | ------------------------------- | ------------------------------- |
| №                               | Дата                            | Место проведения                | Оппонент                        | Счёт                            | Голы                            | Турнир                          |
| 1                               | 5 января 1946                   | Монтевидео                      | Уругвай                         | 3:4                             | —                               | Кубок Рио-Бранко                |
| 2                               | 16 января 1946                  | Буэнос-Айрес                    | Боливия                         | 3:0                             | —                               | Чемпионат Южной Америки         |
| 3                               | 29 января 1946                  | Авельянеда                      | Парагвай                        | 1:1                             | —                               | Чемпионат Южной Америки         |
| 4                               | 3 февраля 1946                  | Буэнос-Айрес                    | Чили                            | 5:1                             | —                               | Чемпионат Южной Америки         |